# Carnegie Hall Tower
Carnegie Hall Tower é um arranha-céu com 231 metros (757 ft). Edificado na cidade de Nova Iorque, Estados Unidos, foi concluído em 1991 com 60 andares.